# Jack Vance (Tennisspieler)
Jack Vance (* 15. Dezember 1997 in Denver, Colorado) ist ein US-amerikanischer Tennisspieler.

## Karriere
Vance spielte nicht auf der ITF Junior Tour. 2014 spielte er erstmals vereinzelt Turniere auf der ITF Future Tour, er tritt dabei ausschließlich im Doppel an und meistens mit seinem Bruder Jamie Vance. 2021 war sein bis dato erfolgreichstes Jahr, als er im Doppel sein erstes Future-Finale erreichen konnte. Zweimal schaffte er den Einzug in die zweite Runde eines Challengers, in Saint Tropez und Orlando. Dadurch sprang er im Oktober 2021 bis auf Platz 702 der Weltrangliste.
Anfang 2022 bekam das Brüderpaar eine Wildcard für das Hauptfeld der Delray Beach Open, ein Turnier der ATP Tour. Bei ihrem Debüt auf dieser Ebene verloren sie zum Auftakt gegen Nicholas Monroe und Jackson Withrow.